# Assoul
Pour les articles homonymes, voir Assoul.
Assoul est un village du Maroc dans la province de Tinghir à 70 km de la ville de Tinghir, chef-lieu de celle-ci. Il est situé au Sud-Est du pays dans le Haut Atlas.
Les villes les plus proches du village d'Assoul sont la ville de Er-Rich au Nord-Est ;  Goulmima au Sud-Est et Tinghir au Sud-Ouest.  À noter ce village à le nom d'Assoul qui est aussi le nom de famille d'une très grande famille marocaine.

## Statut administratif
Assoul est le centre du cercle auquel appartient d'autres villages et ksours. L'autorité locale est assurée par le Caïdat d'Assoul auquel est rattachée la commune rurale d'Assoul.